# 8897 Defelice
A 8897 Defelice (ideiglenes jelöléssel 1995 SX) a Naprendszer kisbolygóövében található aszteroida. A Stroncone program keretében sikerült felfedezni 1995. szeptember 22-én.